# Cedric Benson
Cedric Myron Benson (født 28. december 1982 i Midland, Texas, død 17. august 2019) var en amerikansk NFL-spiller (runningback). Han blev draftet til NFL i første runde som spiller nr. 4 i 2005 af Chicago Bears.
Inden han blev professionel NFL-spiller, havde han en karriere inden for baseball, hvor han blev drafted af Los Angeles Dodgers i 2001.
Cedric Benson omkom i en motorcykelulykke den 17. august 2019.

## Klubber
- Chicago Bears (2005−2007)
- Cincinnati Bengals (2008−2011)
- Green Bay Packers (2012)